# Theater von Thorikos

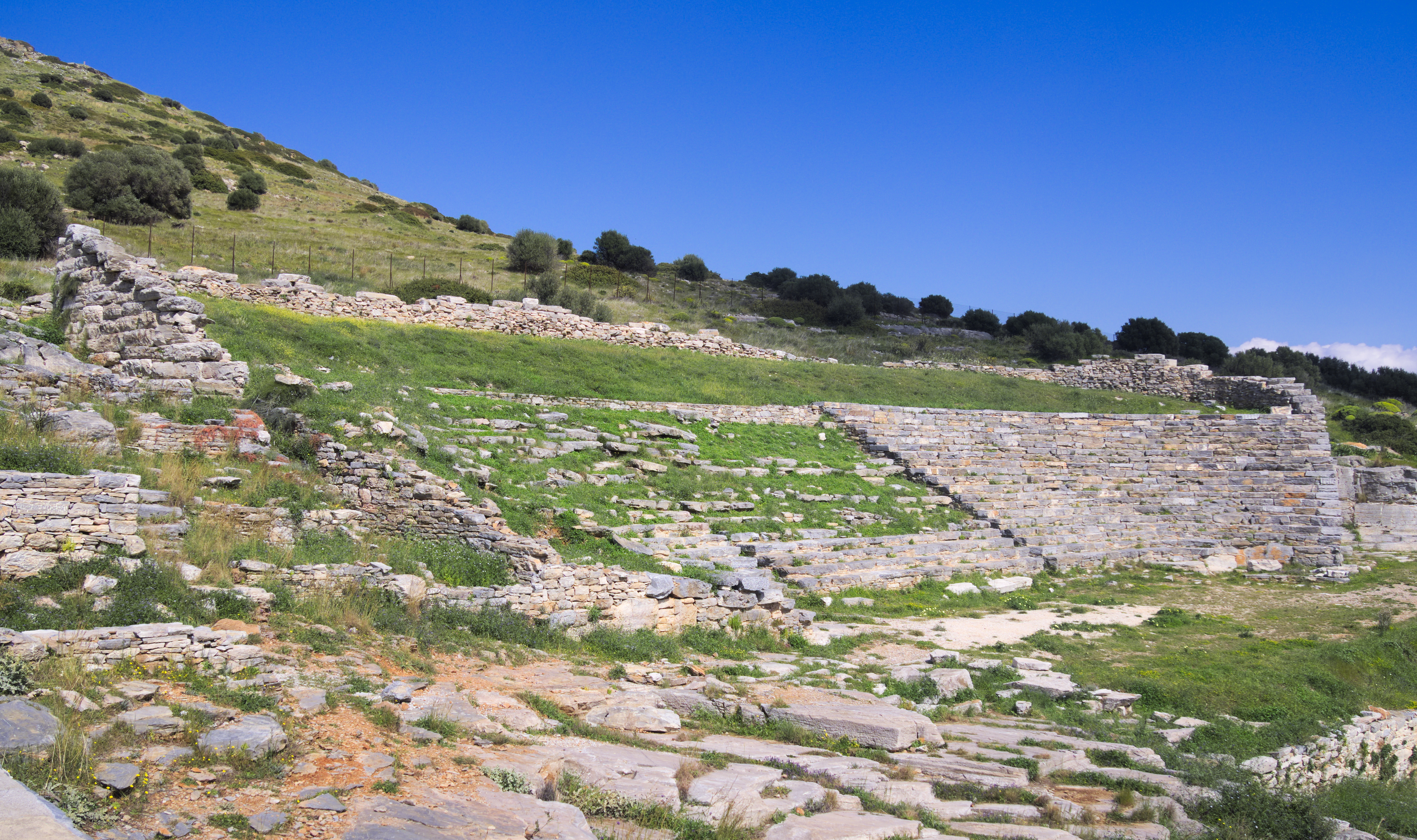
Theater von Thorikos

Das Theater von Thorikos ist ein griechisches Theater im antiken Demos Thorikos, nördlich des heutigen Lavrio in Attika gelegen. Es ist eines der ältesten bekannten griechischen Theater und wurde etwa um 500 v. Chr. erbaut. Das Theater ist in seiner Gestaltung ungewöhnlich, da es statt einer später üblichen kreisförmigen eine querliegend U-förmige Orchestra besitzt. Entsprechend sind die das ansteigende Gelände nutzenden Zuschauerreihen geradlinig gestaltet und lediglich an den Seiten kurvig geführt.

## Geschichte

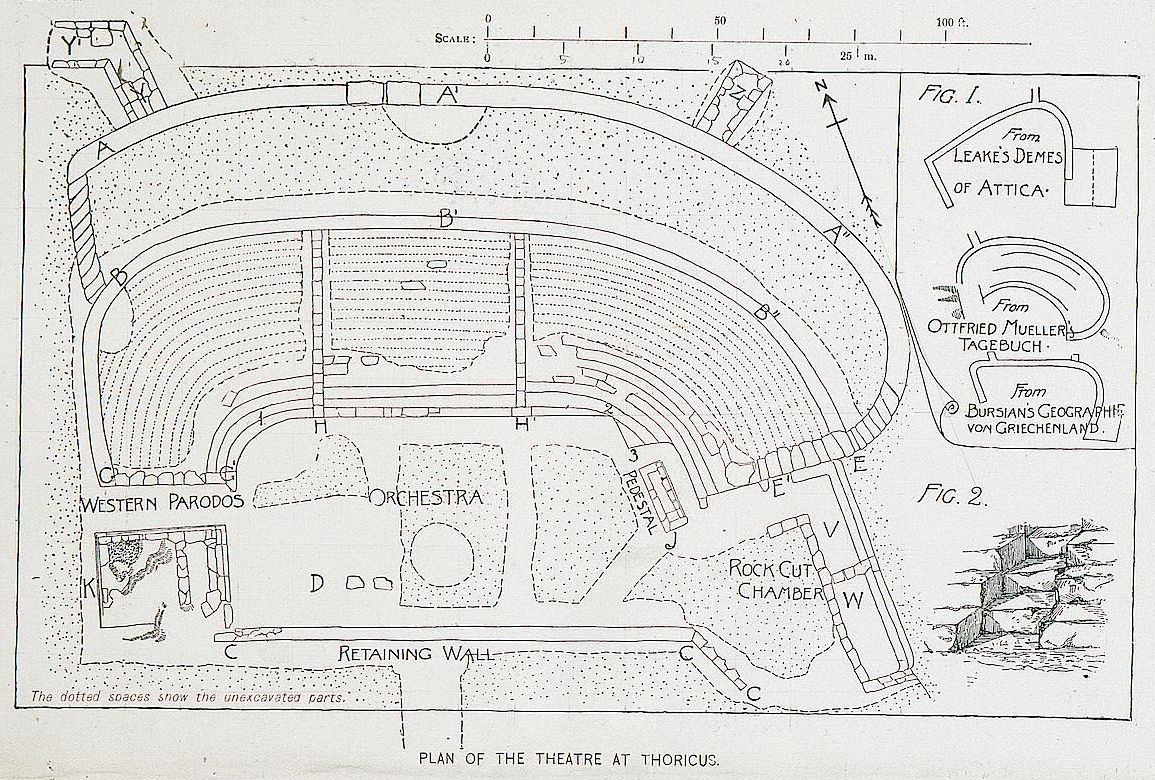
Plan des Theaters aus dem Jahr 1888

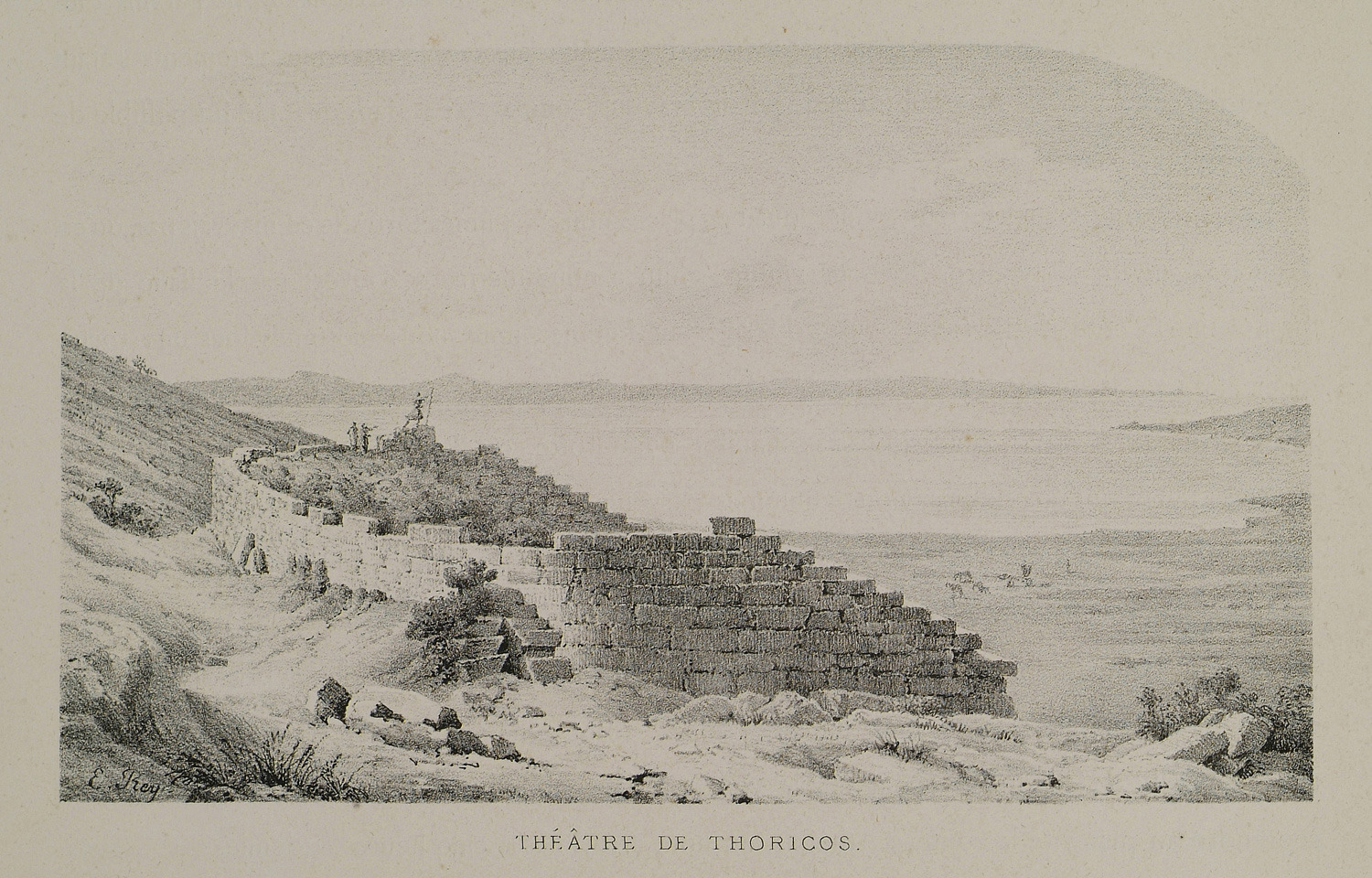
Theater von Thorikos in den 1840er Jahren

Das am Südhang des Velatouri, des Hausbergs von Thorikos, gelegene Theater hat im Laufe seiner Geschichte einige Veränderungen erfahren. Das Gelände wurde ursprünglich als Steinbruch genutzt, bevor die sich hierdurch ergebende Geländeform für ein Theater genutzt wurde. Dessen erste Bauphase wird in die 1. Hälfte des 5. Jahrhunderts v. Chr. datiert und hinsichtlich der Gestaltung als sehr frühe Form des griechischen Theaterbaus betrachtet. Die Orchestra lag querrechteckig vor dem Zuschauerraum und maß rund 16 × 30 Meter. Nach Süden wurde sie – wahrscheinlich auf ganzer Länge – durch eine Terrassenmauer abgeschlossen. Theater dieses Typs werden unter dem Begriff „Lineartheater“ zusammengefasst. Man geht davon aus, dass die Sitzreihen in dieser Phase aus Holz errichtet waren und der Zuschauerbereich als sogenannte Ikria, eine nur temporär bereitgestellte ephemere Architektur, anzusprechen ist.
Um die Mitte des 5. Jahrhunderts v. Chr. wurden dann wahrscheinlich die ersten etwa 20 Sitzreihen des Koilon genannten Zuschauerraums in Stein ausgeführt. Sie wurden in den anstehenden Fels geschnitten und mit Kalksteinplatten verkleidet. Das Koilon bot in diesem Zustand etwa 2000 Zuschauern Platz und wurde durch zwei Treppenaufgänge dreigeteilt. Weitere Bauten des Theaterkomplexes, etwa der 6,30 m × 8,80 m große Tempel des Dionysos im Westen, ein „Altar“ und eine große Halle im Osten, werden ebenfalls in diese Bauphase datiert. Ein Bühnengebäude ist für das Theater des 5. Jahrhunderts v. Chr. nicht sicher nachgewiesen, doch könnten Pfostenlöcher südlich der Orchestra zur Aufnahme von Holzpfosten gedient haben, die mit einer solchen, als Skene bezeichneten Konstruktion verbunden werden könnten. Die Orchestra wurde nach Süden um rund 2,50 Meter erweitert und die alte Terrassenmauer an dieser Stelle wurde durch eine neue ersetzt. Inschriftlich ist durch den Opferkalender des Demos Thorikos belegt, dass in der 2. Hälfte des 5. Jahrhunderts v. Chr. im Monat Poseideon kleine Dionysien in Thorikos gefeiert wurden. Inschriften des späten 5. Jahrhunderts und des 4. Jahrhunderts v. Chr. zeugen von Theateraufführungen in Thorikos.
In der 2. Hälfte des 4. Jahrhunderts v. Chr. wurde der Zuschauerraum erweitert. Die hierfür nötigen Arbeiten waren spätestens um 300 v. Chr. abgeschlossen. Errichtet wurde eine hohe Stützmauer nördlich des alten Zuschauerraums. Der so gewonnene Raum wurde aufgefüllt und etwa 10 weitere steinerne Sitzreihen wurden angelegt. Das Theater konnte nun rund 3200 Zuschauer aufnehmen, wobei die Schätzungen zwischen 2500 und 5000 Zuschauern schwanken. Zwei Rampen im Nordwesten und Nordosten der Stützmauer erlaubten den Zutritt auch von dieser Seite.